# Sankranti
Sankranti (sanskrit : संक्रांति) désigne dans l'hindouisme et le sikhisme le jour où le soleil change de maison, où il change de constellation, de rashi. Certains Sankrantis sont particulièrement fêtés en Asie. Il y a douze sankrantis par an. Le mot utilisé plus souvent par les sikhs est « sangrand ». Sankranti est un mot sanskrit.

## Source
- The Encyclopaedia of Sikhism dirigée par Harbans Singh, tome IV, pages 45 et 46,  (ISBN 817380530X).